# Cooksonia cambrensis
Cooksonia cambrensis D.Edwards (1979) es una especie de planta fósil datada en el silúrico descrita por primera vez por sus restos conservados en Gales (Reino Unido). 
Los restos conservados de esta especie se corresponden principalmente a los suministrados por el yacimiento de Freshwater East (Dyfed). Cooksonia cambrensis presentaba, como el resto de los representantes de su género tallos erectos, presumiblemente fotosintéticos por no poseer hojas ni órganos similares, con un grosor de 0.5 a 0.06 mm y una altura máxima desconocida aunque no inferior a 1 mm. La mayoría de los fósiles encontrados no presentan la ramificación dicótoma del resto de las especies de Cooksonia y las pocas ramificaciones que han podido identificarse no se encuentran asociadas a los esporangios y no han podido ser claramente atribuidas a esta especie. En el extremo de los tallos se encontraban unos esporangios con gran diversidad en cuanto a su morfología, de circulares a irregulares. Se han descrito dos tipos diferentes atendiendo a la forma del esporangio, la forma α de esporangio globoso y la forma β con esporangio elíptico.
La diferencia fundamental entre los esporangios de Cooksonia cambrensis y Cooksonia hemisphaerica en que el tallo, en su unión al esporangio, es más delgado en la primera.
En el interior de los esporangios se producían unas esporas triletas, con de 9 a 22 micras de diámetro que exhiben una cubierta de exina con ornamentación muy característica y que recuerdan levemente a la especie palinológica denominada Ambilisporites.